# تغير المناخ في الإمارات العربية المتحدة

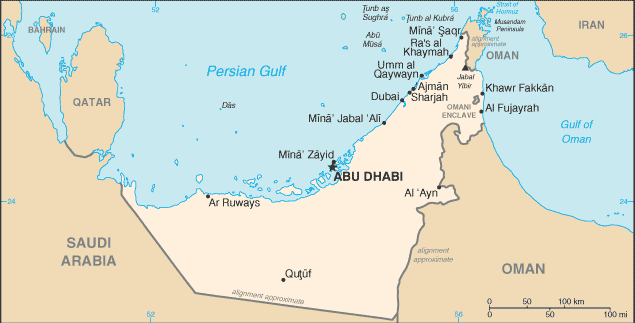
خريطة الإمارات العربية المتحدة

تواجه دولة الإمارات العربية المتحدة تأثيرات تغير المناخ مثل الإجهاد المائي وارتفاع مستوى سطح البحر والعواصف الغبارية والتصحر والحرارة الشديدة. يشكل تغير المناخ تهديدًا لموارد المياه في البلاد، ونظم الأراضي الرطبة، والصحة البشرية، والاستقرار الاقتصادي، والشؤون الدولية. تتمتع دولة الإمارات العربية المتحدة بمناخ صحراوي حار وتقع على ساحل الخليج العربي وخليج عمان. إن انخفاض مستويات هطول الأمطار السنوية وتزايد التصحر يجعل سكان الريف والحضر في البلاد عرضة للخطر. من المتوقع أن يؤدي تغير المناخ إلى زيادة نقاط الضعف الوطنية في دولة الإمارات العربية المتحدة. ومن المتوقع أن يؤثر ارتفاع مستوى سطح البحر على البنية التحتية الحضرية والنظم البيئية البحرية والأراضي الرطبة في دولة الإمارات العربية المتحدة. إن القطاعات الزراعية والسمكية والسياحية في دولة الإمارات العربية المتحدة معرضة للخطر بسبب الآثار السلبية لتغير المناخ.
وقّعت الإمارات العربية المتحدة وصادقت على معاهدة باريس. وقامت بمراجعة مساهماتها الوطنية المحددة الثالثة، التي قُدّمت عام 2023، والتي تُركّز على استراتيجيات التخفيف والتكيّف. وتعتزم الإمارات العربية المتحدة خفض انبعاثات غازات الاحتباس الحراري بنسبة 40% بحلول عام 2030.

## انبعاثات الغازات المسببة للاحتباس الحراري
بلغ إجمالي انبعاثات الغازات الدفيئة في الإمارات العربية المتحدة في عام 2005 حوالي 161.134 مليون طن مكافئ من ثاني أكسيد الكربون. اعتبارًا من عام 2021، تمتلك الدولة واحدة من أعلى 10 معدلات انبعاثات ثاني أكسيد الكربون للفرد في العالم، بواقع 21.8 طن للفرد. كجزء من قطاع الطاقة، تُعد صناعة النفط والغاز محركًا مهمًا للاقتصاد إلى جانب انبعاثات الغازات الدفيئة. تُعد الإمارات العربية المتحدة واحدة من أكبر منتجي ومصدري النفط والغاز على مستوى العالم وتعتمد على الوقود الأحفوري لتوليد الطاقة الكهربائية في البلاد. في عام 2012، زودت الدولة 3.2 مليون برميل من النفط يوميًا في الإنتاج. ساهم التوسع الحضري السريع وزيادة عدد السكان في الإمارات العربية المتحدة في ارتفاع استهلاك الطاقة للفرد في الدولة، وهو أحد أعلى المعدلات في العالم اعتبارًا من عام 2016. يساهم قطاع الطاقة في الإمارات العربية المتحدة بنسبة 90% من انبعاثات غازات الاحتباس الحراري في البلاد. يساهم قطاع تشغيل الطرق والبناء بما يتراوح بين 76 كجم مكافئ ثاني أكسيد الكربون/م2 إلى 1100 كجم مكافئ ثاني أكسيد الكربون/م2 سنويًا، اعتمادًا على شبكات الطرق التي تم تحليلها.
تُمكّن جهود كفاءة الطاقة والطاقة المتجددة من خفض انبعاثات غازات الدفيئة في دولة الإمارات العربية المتحدة. ويمكن أن يُسهم العمل على خفض انبعاثات غازات الدفيئة في الحد من المخاطر الصحية على الفئات السكانية الضعيفة أصلاً في الدولة. وتتضمن خطة استراتيجية الإمارات للطاقة 2050 تعديلات على اعتماد الدولة على الوقود الأحفوري في قطاع الطاقة، باستخدام "الفحم النظيف" في عملية الانتقال إلى الطاقة النظيفة. وتهدف استراتيجية الطاقة 2050 إلى التركيز على الطاقة الشمسية لتنويع قطاع الطاقة، إلى جانب الطاقة النووية.

## التأثيرات على البيئة الطبيعية

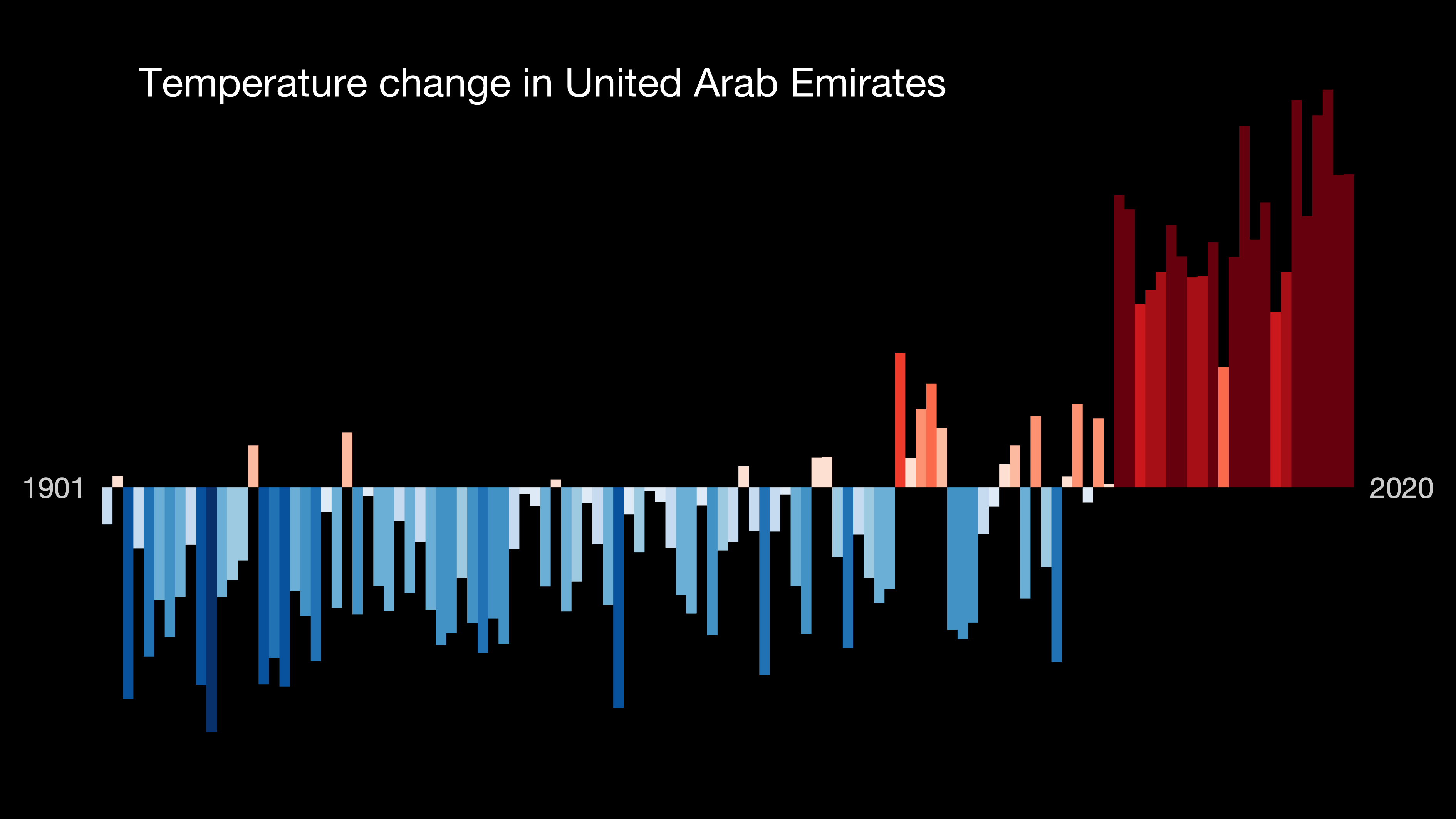
التغير في درجات الحرارة في الإمارات العربية المتحدة (1901–2021)

### التغيرات في درجات الحرارة والطقس
تواجه دولة الإمارات العربية المتحدة ارتفاعًا في درجات الحرارة ومناخًا أكثر جفافًا بسبب تغير المناخ. وباستخدام نمذجة مؤشر درجة الحرارة القياسي، من المتوقع أن يكون لدى أبوظبي أعلى متوسط درجة حرارة عند مقارنتها بالعين ودبي والشارقة. ومن المتوقع أن تشهد جميع المدن الرئيسية في الدولة ارتفاعًا في درجات الحرارة السنوية، ومن المتوقع أن تشهد العين أحداث حر شديدة في النماذج حتى عام 2030. وشهدت دبي بين عامي 1975 و2013 زيادة في درجة الحرارة بمقدار 2.7 درجة مئوية. وارتفعت درجة حرارة سطح المحيط في الخليج العربي في السنوات الخمسين الماضية بمقدار 0.2 درجة مئوية إلى 0.6 درجة مئوية كل 10 سنوات. وترتفع درجات حرارة البحر، إلى جانب تحمض المحيطات، مما يؤدي إلى ارتفاع نقاط الضعف في الحياة البحرية والنظم البيئية الساحلية في المنطقة والعالم. وتتعرض صناعات الصيد والزراعة للخطر بسبب ارتفاع درجات الحرارة وتغيرات الطقس مثل الجفاف وموجات الحر الشديدة، مما يشير إلى أن السكان معرضون لخطر انعدام الأمن الغذائي ونقص الغذاء الإقليمي.

### الموارد المائية

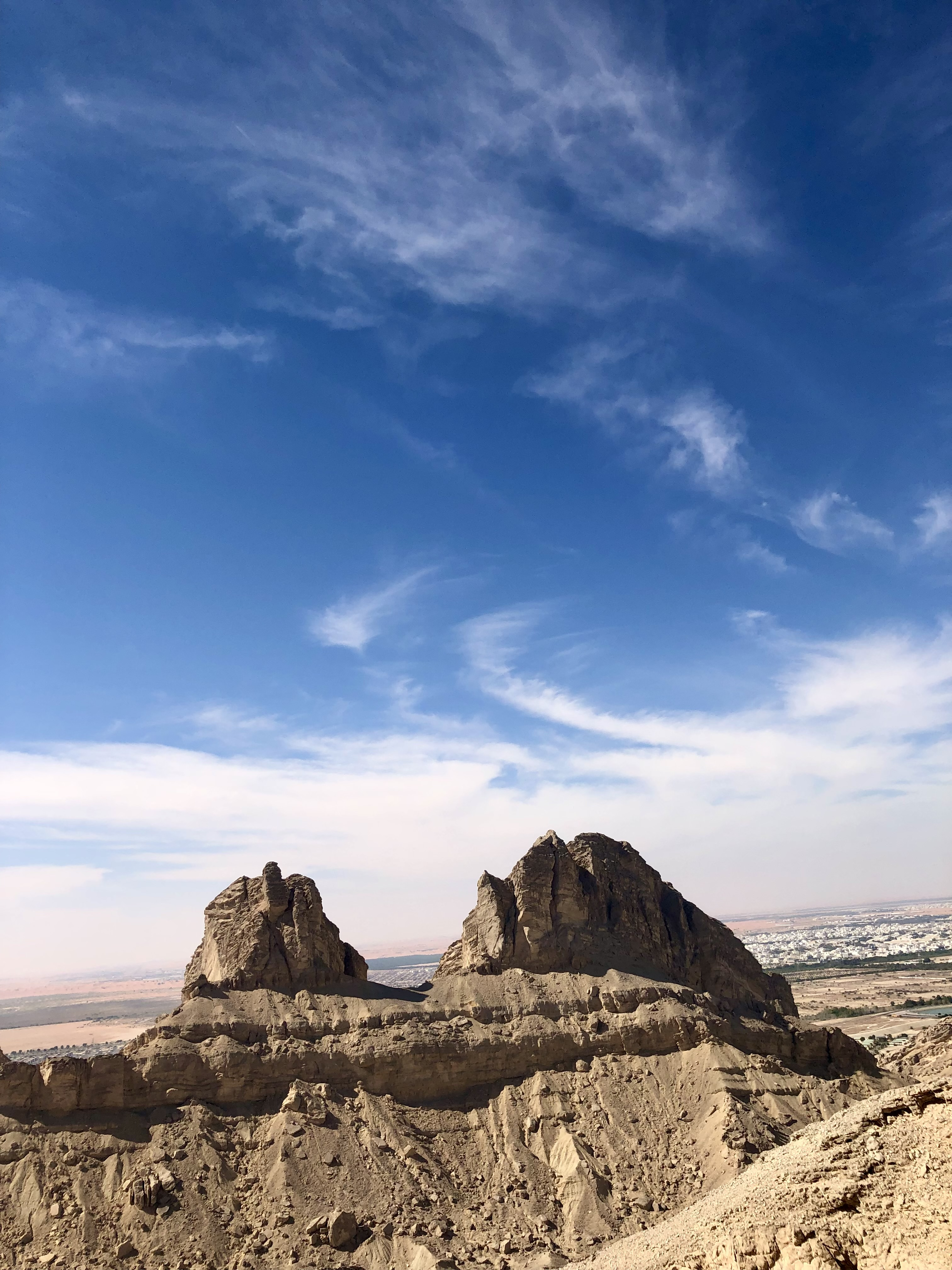
جبل حفيت، العين، الإمارات العربية المتحدة

ستتأثر جودة المياه وكميتها وتوافرها بسبب تغير المناخ في منطقة الشرق الأوسط. الملوحة والحرارة الشديدة والجفاف والإفراط في استخدام موارد المياه هي عوامل تؤثر على موارد المياه للسكان. يزداد الاستخدام الزراعي والصناعي لموارد المياه سنويًا بينما يزداد عدد السكان والكثافة السكانية في الإمارات العربية المتحدة. لكل إمارة في الدولة بيانات مختلفة عن استهلاك المياه المنزلية اعتمادًا على النمو الاقتصادي والسكان. سيزيد النمو السريع في عدد السكان في جميع أنحاء الدولة من الضغط على موارد الري، حيث ركزت الإمارات العربية المتحدة موارد المياه على الزراعة.[بحاجة لمصدر] مدينة العين معرضة لخطر كبير من ندرة المياه، بسبب نقص إدارة المياه واستهلاكها من قبل التنمية الاقتصادية والزراعة. وهي المدينة الوحيدة في الإمارات العربية المتحدة التي لديها مصدر معروف للمياه الجوفية المتجددة. الإمارات العربية المتحدة معرضة لخطر كبير من ندرة المياه بسبب محدودية مصادر المياه الجوفية المتاحة. يمكن أن يؤدي معدل استنفاد المياه الجوفية الحالي إلى توقف إمدادات المياه الجوفية للأراضي الزراعية في عام 2030، حيث ينمو الطلب على موارد المياه لنمو الغذاء مع نمو السكان.[بحاجة لمصدر] مصادر المياه الجوفية، إن وجدت، ذات ملوحة عالية، وارتفاع مستوى سطح البحر سيزيد من الملوحة، مما يقلل من جودة مصدر المياه في المنطقة. كما أن ارتفاع درجات الحرارة وانخفاض معدل هطول الأمطار السنوي سيؤدي إلى زيادة الاستهلاك في القطاعين الصناعي والزراعي، وكذلك الاستهلاك الفردي لتلبية احتياجات الصحة البشرية وإنتاج المحاصيل الغذائية.

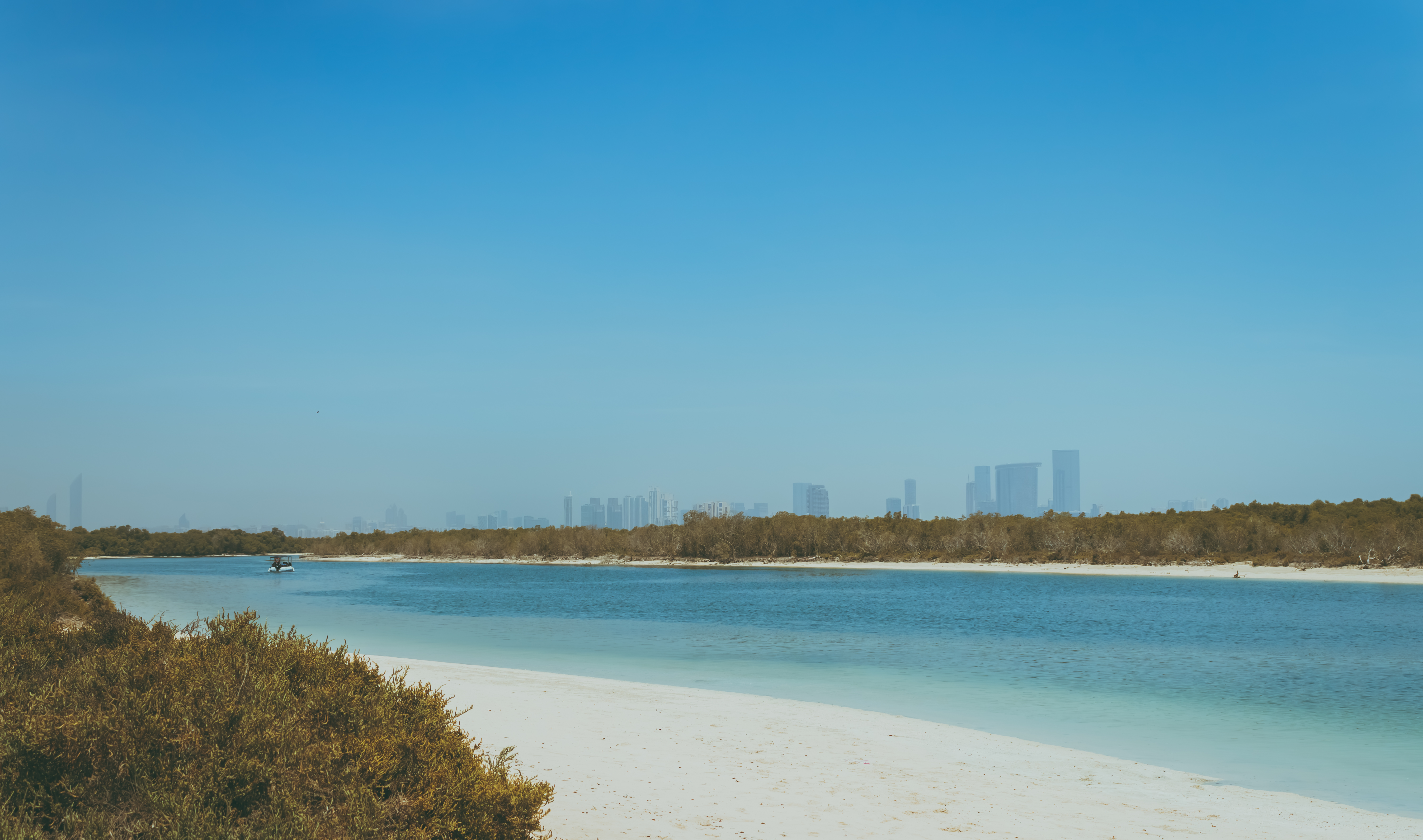
منتزه المانجروف الوطني، مدينة أبوظبي.

### النظم البيئية
تتعرض النظم البيئية والموائل البحرية للتهديد بسبب تغير المناخ. تتعرض غابات المانغروف والشعاب المرجانية والمستنقعات المالحة والأعشاب للخطر بسبب الملوحة وارتفاع مستوى سطح البحر وزيادة درجات حرارة الهواء والمحيطات والتغيرات في أنماط هطول الأمطار. سيؤدي تلف هذه النظم البيئية إلى تقليل التنوع البيولوجي في المنطقة العربية وسواحل الإمارات العربية المتحدة. ومن المتوقع أن تؤدي الظواهر الجوية المتطرفة والتصحر والفيضانات إلى تقليل التنوع البيولوجي وتهديد الموائل. تُعد غابات المانغروف من النظم البيئية المهمة لعزل الكربون وتدعم التنوع البيولوجي الإقليمي. وهناك جهود إقليمية لحماية موائل الأراضي الرطبة بما في ذلك أشجار المانغروف من خلال مبادرات مثل مشروع الإمارات العربية المتحدة السنوي لعزل الكربون في تربة المانغروف الذي يوفر بيانات عن آثار تغير المناخ على عزل الكربون وفقدان الموائل. تسمح هذه المشاريع بالتخفيف من حدة تغير المناخ والحفاظ على الموائل المعرضة للخطر.

### ارتفاع منسوب البحر
يتركز سكان دول الخليج العربي بالقرب من الساحل، حيث يعيش 26 مليون شخص في مناطق ساحلية. ومع ذلك، فإن دولة الإمارات العربية المتحدة معرضة للخطر بشكل خاص، لأن الساحل المنخفض منحدر بشكل ضحل، مما يجعل البلاد عرضة للفيضانات بشكل كبير. كما قامت الدول ببناء 90% من البنية التحتية على بعد عدة أمتار من مستوى سطح البحر ويعيش 85% من سكانها على بعد عدة أمتار من مستوى سطح البحر، بما في ذلك مدينة دبي الساحلية. يستضيف الساحل الذي يبلغ طوله 1300 كيلومتر السياحة والموانئ والمساكن والبناء الجاري للتنمية. من إجمالي ساحل الإمارات العربية المتحدة، فإن 13.8% منه معرض لخطر كبير للغاية من التعرض الساحلي لارتفاع مستوى سطح البحر. ومن المتوقع أن يرتفع مستوى سطح البحر بين 42 و98 سم بحلول عام 2100. وبحلول عام 2100، من المتوقع أن يكون ستة في المائة من ساحل الإمارات العربية المتحدة تحت الماء. من المتوقع أن يؤدي ارتفاع مستوى سطح البحر إلى زيادة مخاطر الكوارث البيئية، بما في ذلك الفيضانات الساحلية، وزيادة التعرية، والعواصف، وتملح المياه الجوفية (مصدر مياه الشرب لدولة الإمارات العربية المتحدة)، والأضرار البيئية التي تلحق بالنظم البيئية. تمتد المناطق الأكثر عرضة للخطر في دولة الإمارات العربية المتحدة من منتصف ساحل مدينة دبي إلى أم القيوين إلى رأس الخيمة. المناطق الساحلية لدولة الإمارات العربية المتحدة على خليج عمان والخليج العربي معرضة بشدة لارتفاع مستوى سطح البحر. الساحل الشرقي في خليج عمان معرض بشدة لارتفاع مستوى سطح البحر، والجانب الغربي من ساحل دولة الإمارات العربية المتحدة أقل عرضة للخطر ولكنه لا يزال معرضًا للخطر.

## التأثيرات على الناس

### التأثيرات الاقتصادية
من المتوقع أن يكون لتغير المناخ وارتفاع مستوى سطح البحر تأثير شديد على ساحل الإمارات العربية المتحدة، حيث تعتمد الدولة على السياحة والتنمية كمصدر للإيرادات. تضم المدن الساحلية في الدولة أعدادًا كبيرة من السكان، حيث تتعرض مساحات كبيرة من بيئتها المبنية لخطر كبير من ارتفاع مستوى سطح البحر وغيره من المخاطر البيئية الناجمة عن تغير المناخ. إن الزراعة ومصايد الأسماك وتربية الأحياء المائية والسياحة والصحة في الإمارات العربية المتحدة معرضة لآثار تغير المناخ. ستؤدي الضغوط على موارد المياه وإنتاج الغذاء إلى زيادة اعتماد الإمارات العربية المتحدة على واردات الغذاء والتنمية الاقتصادية لحماية شعب الدولة وبيئتها الطبيعية. التنمية المستدامة هي مسار اقتصادي من شأنه أن يعزز التنمية المستمرة في الإمارات العربية المتحدة مع الحد من انبعاثات الدولة ومخرجاتها لتفاقم آثار تغير المناخ. وكجزء من خطط التخفيف في الإمارات العربية المتحدة، تنفذ الدولة التنويع الاقتصادي لدعم اقتصادها لمعالجة الضغوط الناجمة عن تغير المناخ.

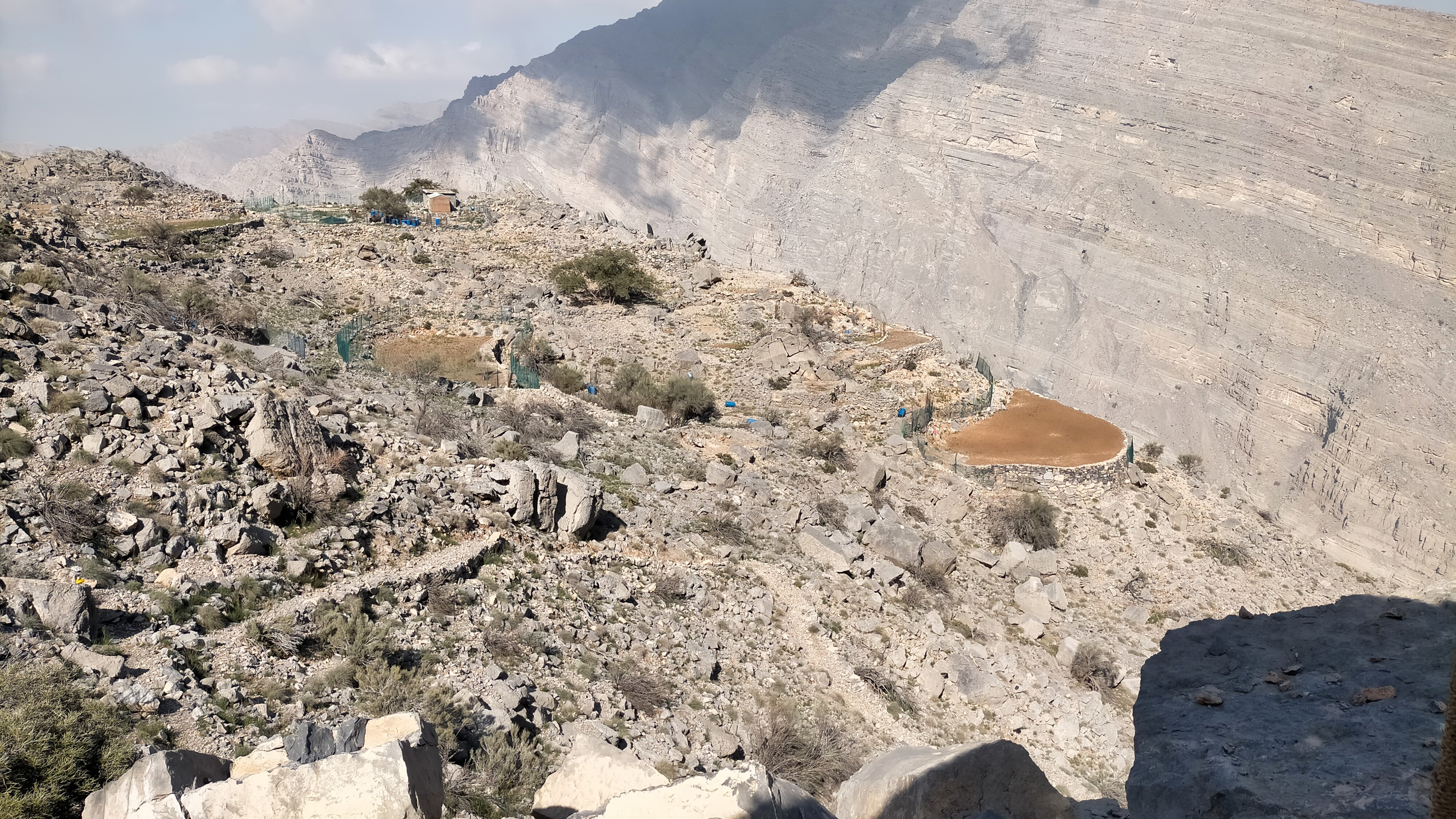
المزارع والمدرجات في منطقة وادي لطيبة في دولة الإمارات العربية المتحدة.

### الزراعة
يُصعّب المناخ الجاف وضعف صحة التربة بناء قطاع زراعي قوي، ومع ذلك، فقد شهدت هذه القطاعات تطورات ملحوظة. وقد أدى نقص هطول الأمطار والمجاري المائية الطبيعية في الإمارات العربية المتحدة إلى اعتماد العديد من المزارع على المياه الجوفية لتوفير المياه. وتُستخدم 160 ألف هكتار من الأراضي الصالحة للزراعة في الإمارات، وتشغل أشجار النخيل معظم هذه المساحة. ويبلغ إجمالي عدد المزارع في الإمارات حوالي 30 ألف مزرعة، وتمنح الحكومة دعمًا بنسبة 50% للبذور والأسمدة والمبيدات الحشرية.
سعت دولة الإمارات العربية المتحدة إلى تطوير مزارع حضرية تطبق الزراعة على الأسطح، والزراعة المائية، والزراعة المائية، والزراعة العمودية، والزراعة الهوائية. ونظرًا للطلب الكبير على المنتجات المحلية بدلًا من المستوردة. وفي المزارع التقليدية، سعت دولة الإمارات العربية المتحدة إلى استبدال أنظمة الري بالغمر القديمة بأنظمة ري حديثة موفرة للمياه. كما شهدنا تحولًا متزايدًا من المزارع التقليدية إلى المزارع العضوية، التي تتبع نهجًا أكثر استدامة، حيث يوجد ما يقرب من 50 مزرعة عضوية في دولة الإمارات العربية المتحدة. وأطلقت هيئة أبوظبي للزراعة والسلامة الغذائية (ADAFSA) برنامجًا لإنشاء بنك للجينات، لضمان حفظ جينات بعض المحاصيل والاستفادة منها في المستقبل. كما خططت دولة الإمارات العربية المتحدة لإدراج الزراعة في قطاع السياحة، حيث تشعر بوجود اهتمام بمزارعها العضوية وصناعة حليب الإبل. وبشكل عام، استخدمت دولة الإمارات العربية المتحدة حلولًا مبتكرة لمحاولة تعظيم إنتاج الغذاء في مناخها، من خلال تحديث مزارعها لتكون في بيئة خاضعة للرقابة وتعزيز مزارعها التقليدية لتكون موفرة للمياه.
يعتمد السكان في دولة الإمارات العربية المتحدة بشكل كبير على البيئة الساحلية والبحرية في توفير معظم الدخل للسكان. كما أن تأثيرات تغير المناخ تهدد دخل السكان وسبل عيشهم وصحتهم.

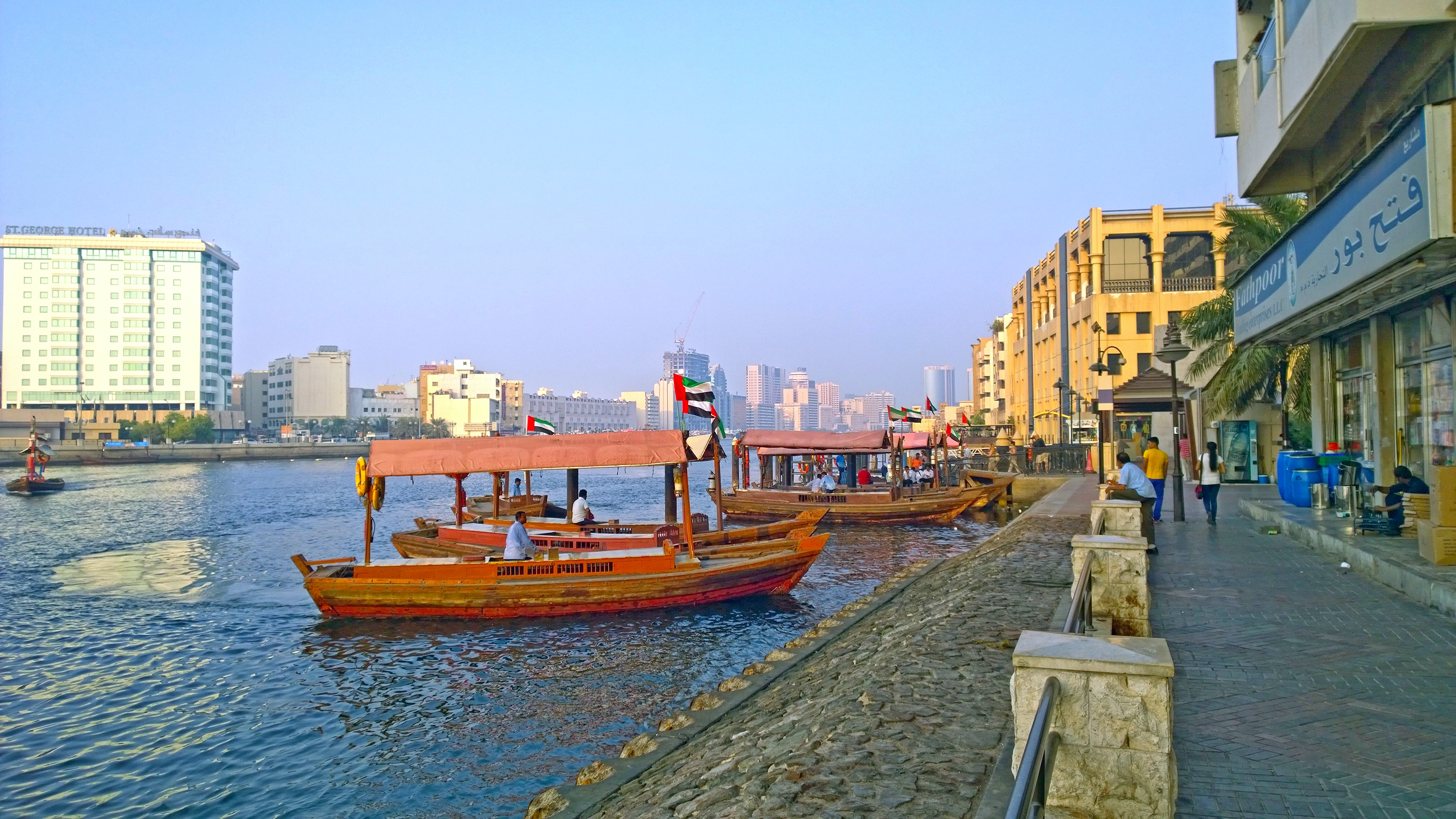
السياحة في دبي، الإمارات العربية المتحدة.

### السياحة
تُعد السياحة في الإمارات العربية المتحدة من أسرع القطاعات نموًا في اقتصاد الدولة، حيث نما القطاع بنسبة 26% العام الماضي، مُمثلًا 11% من الناتج المحلي الإجمالي للدولة. إن مناخ الدولة الفريد، والمباني الحديثة، والعديد من الفنادق تجعلها وجهة مثالية للزوار. ومع ذلك، يمكن لتغير المناخ أن يُثني الزوار في المستقبل، حيث تُبنى البنية التحتية السياحية (الفنادق، والإسكان، والمطاعم) في مناطق مُعرضة لارتفاع منسوب مياه البحر. على وجه الخصوص، كان الهدف من جزيرة النخلة، وهي ثلاث جزر صناعية قبالة سواحل دبي، استيعاب مساكن فاخرة وحوالي 80 فندقًا. وقد اعتُبر هذا المشروع فاشلًا لأنه أدى إلى تآكل الخط الساحلي الطبيعي، حيث تم استخراج 5.5 مليون متر مكعب من الصخور ببصمة كربونية فلكية. لذلك، يتم بناء المشروع بالفعل فوق خطها الساحلي الطبيعي، لذا مع ارتفاع مستوى سطح البحر في دبي بسبب تغير المناخ، ستكون جزيرة النخلة الموقع الأكثر عرضة للخطر. ستؤدي درجات الحرارة المرتفعة إلى تقصير الموسم السياحي في الإمارات العربية المتحدة، حيث سيتجنب العديد من الزوار دبي خلال الأشهر الانتقالية – تلك الفترات الانتقالية بين حرارة الصيف الشديدة وموسم الذروة في الشتاء عندما تكون درجات الحرارة أكثر راحة للأنشطة الخارجية. هناك أيضًا مناطق سياحية شهيرة ستتضرر بسبب آثار تغير المناخ على وجه الخصوص سيحدث تبييض المرجان، مع ارتفاع درجة حرارة البحر. هناك أيضًا توقعات بأن سعر زيارة الإمارات العربية المتحدة سيرتفع فقط، حيث تعتمد البلدان كثيرًا على تكييف الهواء في مراكز التسوق والمطاعم، وعندما ترتفع درجة الحرارة، سيؤدي ذلك فقط إلى زيادة سعر تكييف الهواء. مما سيؤدي حتماً إلى رفع سعر السلع والخدمات.

### الصحة
بما أنه من المتوقع أن يؤدي تغير المناخ إلى ارتفاع متوسط درجة الحرارة السنوية، فإن ذلك سيزيد من احتمالية تعرض دولة الإمارات العربية المتحدة لنوع من الإجهاد الحراري. وخاصةً خلال فترات موجات الحر (فترات طويلة من الحرارة الشديدة)، فإن الفئات السكانية الأكثر عرضة للخطر، مثل الأشخاص الذين تزيد أعمارهم عن 65 عامًا أو العاملين في الهواء الطلق، قد يموتون أو يواجهون الإجهاد الحراري (منظمة الصحة العالمية، 2024). يمكن للعديد من عوامل تغير المناخ، مثل إنتاج الطاقة والنقل والتلوث، أن تؤثر سلبًا على جودة الهواء العامة في دولة الإمارات العربية المتحدة. في الولايات المتحدة، يُعد الغبار المساهم الرئيسي في تدهور جودة الهواء كما هو الحال في جميع مدن الإمارات العربية المتحدة، وكان المتوسط السنوي لمستويات PM2.5 أعلى بكثير من المتوسط العالمي (منظمة الصحة العالمية، 2024).

## التخفيف
لقد طورت دولة الإمارات العربية المتحدة ممارسات التخفيف لتجهيز البلاد لمواجهة ارتفاع مستوى سطح البحر، وتملح المياه العذبة، وإزالة الكربون. إن الأدوات والتقنيات المستخدمة في التنبؤ بأنماط هطول الأمطار والطقس والعواصف المستقبلية تشكل أهمية بالغة للتخفيف من آثار تغير المناخ والتكيف معها وإدارة الموارد في دولة الإمارات العربية المتحدة في المستقبل. وباستخدام أدوات التنبؤ مثل التخفيض الإحصائي، يتم تحديد أنماط هطول الأمطار ودرجات الحرارة لتلبية احتياجات مناطق محددة من دولة الإمارات العربية المتحدة.
تشمل مشاريع الإمارات العربية المتحدة السابقة التي ركزت على جهود التخفيف الإقليمية والدولية مشروع أبوظبي التجريبي للكربون الأزرق، قبل مشروع عزل أشجار المانجروف في الإمارات العربية المتحدة. دخلت وزارة التغير المناخي والبيئة (MOCCAE) ومبادرة أبوظبي العالمية للبيانات البيئية (AGEDI) في شراكة في عام 2019 لفهم فوائد النظم البيئية "للكربون الأزرق"، بما في ذلك أشجار المانجروف والبيئات الساحلية الأخرى، لدولة الإمارات العربية المتحدة. بتكليف من مبادرة أبوظبي العالمية للبيانات البيئية، يعد مشروع عزل الكربون السنوي في تربة أشجار المانجروف في الإمارات العربية المتحدة دراسة مستمرة أجريت في الإمارات العربية المتحدة لقياس معدل عزل الكربون، أو إزالة الكربون من الغلاف الجوي، من خلال أشجار المانجروف.
توفر أنظمة أشجار المانغروف في الإمارات العربية المتحدة مستويات عالية من عزل الكربون، وتخزين كتلتها الحيوية في منطقة قاحلة، وتخفيفًا عامًا لتغير المناخ. وقد تبين أن أشجار المانغروف في خور كلباء تعزل 0.5 طن من الكربون للهكتار الواحد سنويًا. توفر هذه الدراسة بيانات لإدارة التخطيط الساحلي ومواصلة جهود الحفاظ على أنظمة المانغروف. يشير استخدام مصطلح "الكربون الأزرق" إلى الأنظمة البيئية القادرة على عزل الكربون أو تخزينه، وتشمل الأراضي الرطبة: غابات المانغروف، والأعشاب البحرية، والمستنقعات المالحة. وقد وفرت دراسة المانغروف جمعًا محليًا للبيانات في مواقع متعددة.
من المتوقع أن تتوافق جهود وأهداف إزالة الكربون، بما في ذلك المبادرة الاستراتيجية لصفر صافي 2050، مع الأهداف الاجتماعية والاقتصادية لشعب الإمارات العربية المتحدة، وزيادة الفرص بينما تتخلص الدولة من استثماراتها في اقتصاد الوقود الأحفوري. في تقديم إجماع الإمارات العربية المتحدة في مؤتمر الأطراف الثامن والعشرين، اقترحت الخطط التحول الكامل من الوقود الأحفوري في قطاع الطاقة لدعم هدف الصفر الصافي بحلول عام 2050.

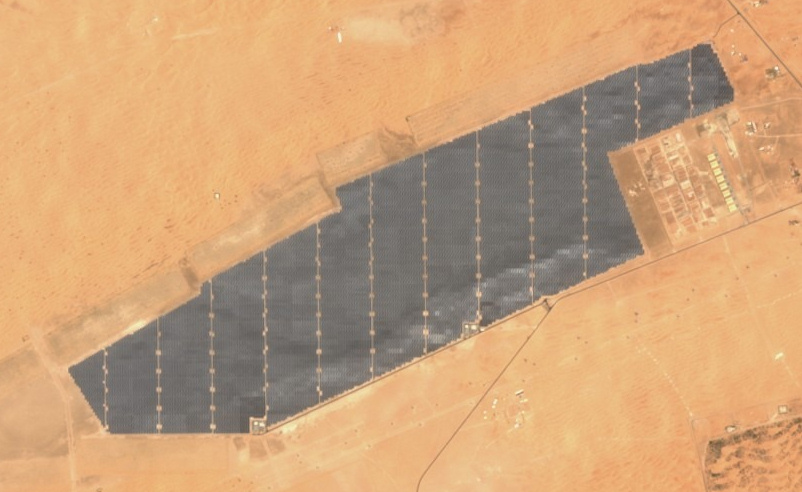
محطة نور أبوظبي للطاقة الشمسية

## التكيف
وُضعت السياسة الوطنية للتكيف مع تغير المناخ في الدولة ابتداءً من عام 2017، كجزء من خطة الإمارات العربية المتحدة للمناخ. وتشهد الدولة حاليًا أنماطًا حالية للاحتباس الحراري وآثار تغير المناخ، وتعمل على تكييف المبادرات الجارية لتشمل منظور تغير المناخ. ومن المتوقع أن تشمل تدابير التكيف والمرونة خططًا محلية للبلاد، مع التركيز على تحسين بيانات تغير المناخ، والصحة والتعليم، والرفاهية المالية، والنظم البيئية السليمة. وكجزء من البرنامج المحلي والوطني والإقليمي لتغير المناخ (LNRCCP) التابع لمبادرة أبوظبي العالمية للبيانات المناخية (AGEDI)، تناولت النمذجة الإقليمية لتغير المناخ الآثار المستقبلية لانبعاثات غازات الاحتباس الحراري، وربطت قطاعات الطاقة والمياه والصحة معًا في مبادرات تغير المناخ المحتملة لتحسين المجتمعات المحلية للفئات السكانية الضعيفة داخل الإمارات العربية المتحدة.
تشمل أهداف التنمية المستدامة في دولة الإمارات العربية المتحدة الانتقال إلى طاقة أكثر خضرة وبأسعار معقولة، مستشهدةً بالخلايا الشمسية، وطواحين الهواء المُحسّنة، وعمليات تحويل الطاقة الحيوية كمصادر للطاقة في الدولة، في ظل سعيها للتخلي عن الوقود الأحفوري وتنويع قطاع الطاقة. وتتمتع الطاقة الشمسية بإمكانيات كبيرة كمصدر رئيسي للطاقة في دولة الإمارات العربية المتحدة، حيث تتمتع الدولة بإمكانيات عالية من الطاقة الكهروضوئية بفضل أنظمة الطاقة الشمسية المُستخدمة. وقد أدى توسع مواقع الطاقة الشمسية في جميع أنحاء الدولة إلى زيادة هذا الاستخدام المُحتمل لقطاع الطاقة في ظل وجود مواقع مُستخدمة.
تدعم مبادرة الإمارات العربية المتحدة الاستراتيجية للوصول إلى الصفر بحلول عام 2050 أهداف اتفاقية باريس وهي أول دولة في الشرق الأوسط تنفذ خطة محايدة للكربون. حدث توسع في الطاقة الخضراء المتجددة خلال عقد 2020، حيث بدأت الإمارات العربية المتحدة أول برنامج لها لطاقة الرياح في أكتوبر 2023. زادت قدرة الطاقة المتجددة في البلاد بنحو 70% بين عامي 2022 و2023. تعمل وزارة تغير المناخ والبيئة مع الهيئات الحكومية على جميع المستويات لضمان تقليل إجمالي انبعاثات الكربون، حيث تعد قطاعات الطاقة/الطاقة والزراعة والنقل والبنية التحتية من أهم الأولويات. كجزء من مساهمة دبي في جهود التحول في مجال الطاقة في الإمارات العربية المتحدة، يتم إنشاء مجمع محمد بن راشد آل مكتوم للطاقة الشمسية بسعة 5000 ميجاوات بحلول عام 2030. إنه أكبر مجمع للطاقة الشمسية في العالم ومن المتوقع أن يوفر 6.5 مليون طن من انبعاثات الكربون كل عام بمجرد اكتماله.
من بين الشركات العالمية التي تستثمر في مشاريع التخفيف من آثار تغير المناخ في دولة الإمارات العربية المتحدة، شركة مصدر. وتشمل مشاريعها مبادرة مدينة مصدر للطاقة الشمسية بقدرة 1 ميجاواط، وبرنامج تحلية المياه بالطاقة المتجددة، ومشروع الظاهرة للطاقة الشمسية على الأسطح بقدرة 1.2 ميجاواط.

## المجتمع والثقافة

### الإدراك العام والنشاط
بذلت مجموعات جامعية في الإمارات العربية المتحدة، بما في ذلك جامعة محمد بن زايد للعلوم الإنسانية، جهودًا لتمكين الشباب. يُعد التعليم البيئي شكلاً من أشكال النشاط الذي يُنفذ في المدارس عالميًا، والذي يغرس الوعي البيئي ويعزز المشاركة في المناقشات الوطنية والإقليمية حول تغير المناخ والحلول لمعالجته. شارك مائة وخمسون شابًا في البرمجة في مؤتمر الأطراف الثامن والعشرين في دبي، منخرطين في الدعوة البيئية الدولية. أقامت وزارة التغير المناخي والبيئة في الإمارات العربية المتحدة شراكة مع الجامعات لدعم التعليم البيئي والنشاط الشبابي. تدعم الصحافة البيئية النشاط في الإمارات العربية المتحدة، بينما تُدار التغطية الصحفية والإعلامية للمشاريع البيئية من قبل الهيئة الحاكمة والملكية في الإمارات العربية المتحدة، حيث أن معظم المؤسسات الإخبارية مملوكة للدولة.

### التعاون الدولي

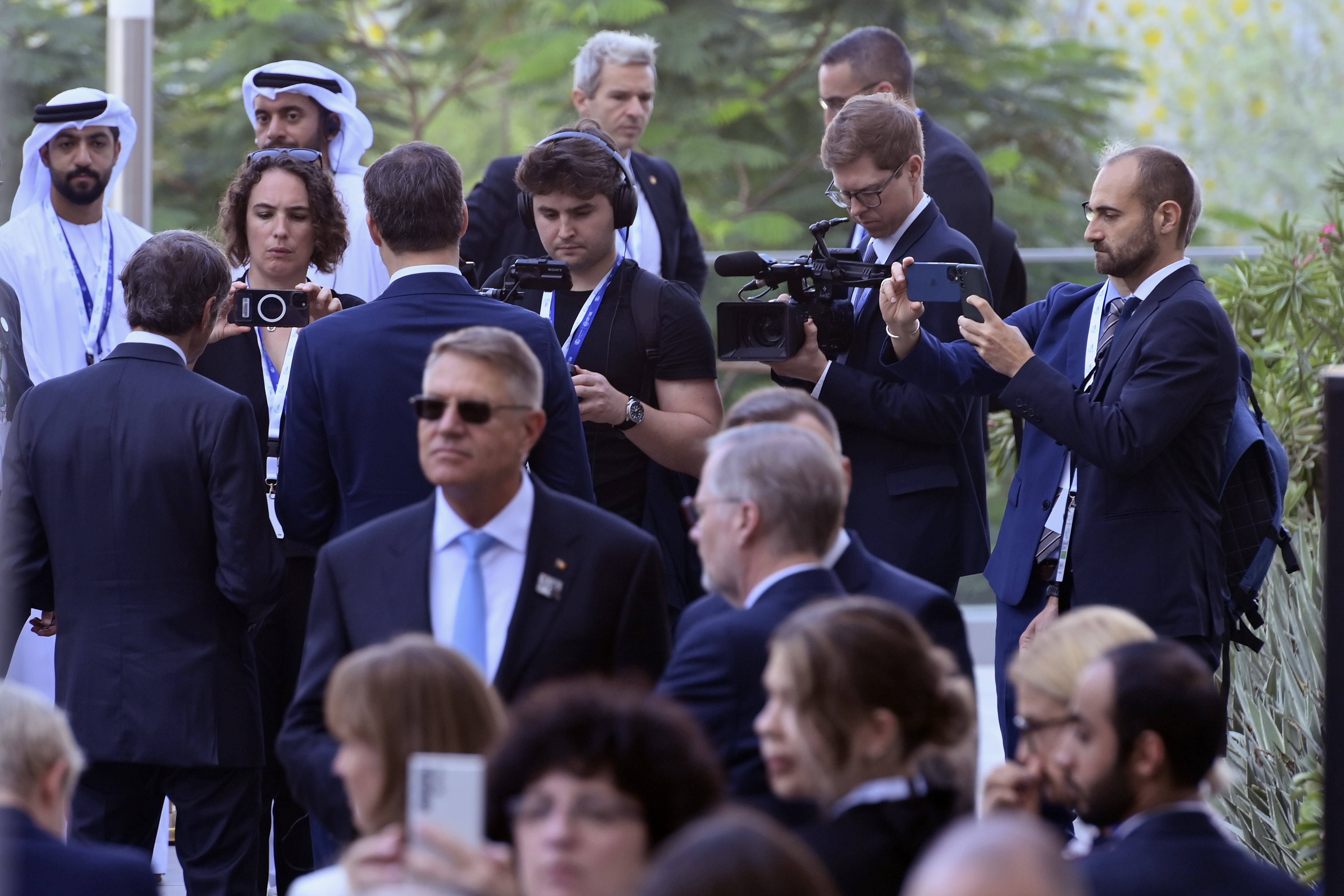
حدث صافي الانبعاثات النووية صفر في مؤتمر الأمم المتحدة لتغير المناخ كوب 28 2023.

في عام 1975، تم تشكيل اللجنة العليا للبيئة في دولة الإمارات العربية المتحدة، إيذانًا ببداية السياسة البيئية لدولة الإمارات العربية المتحدة. استضافت دولة الإمارات العربية المتحدة مؤتمر الأطراف لعامه الثامن والعشرين، COP28، في عام 2023. تولى الدكتور سلطان الجابر منصب رئيس COP28، وألقى كلمة الترحيب والختام في المؤتمر. وهو رئيس شركة بترول أبوظبي الوطنية ووزير الصناعة والتكنولوجيا المتقدمة في دولة الإمارات العربية المتحدة.

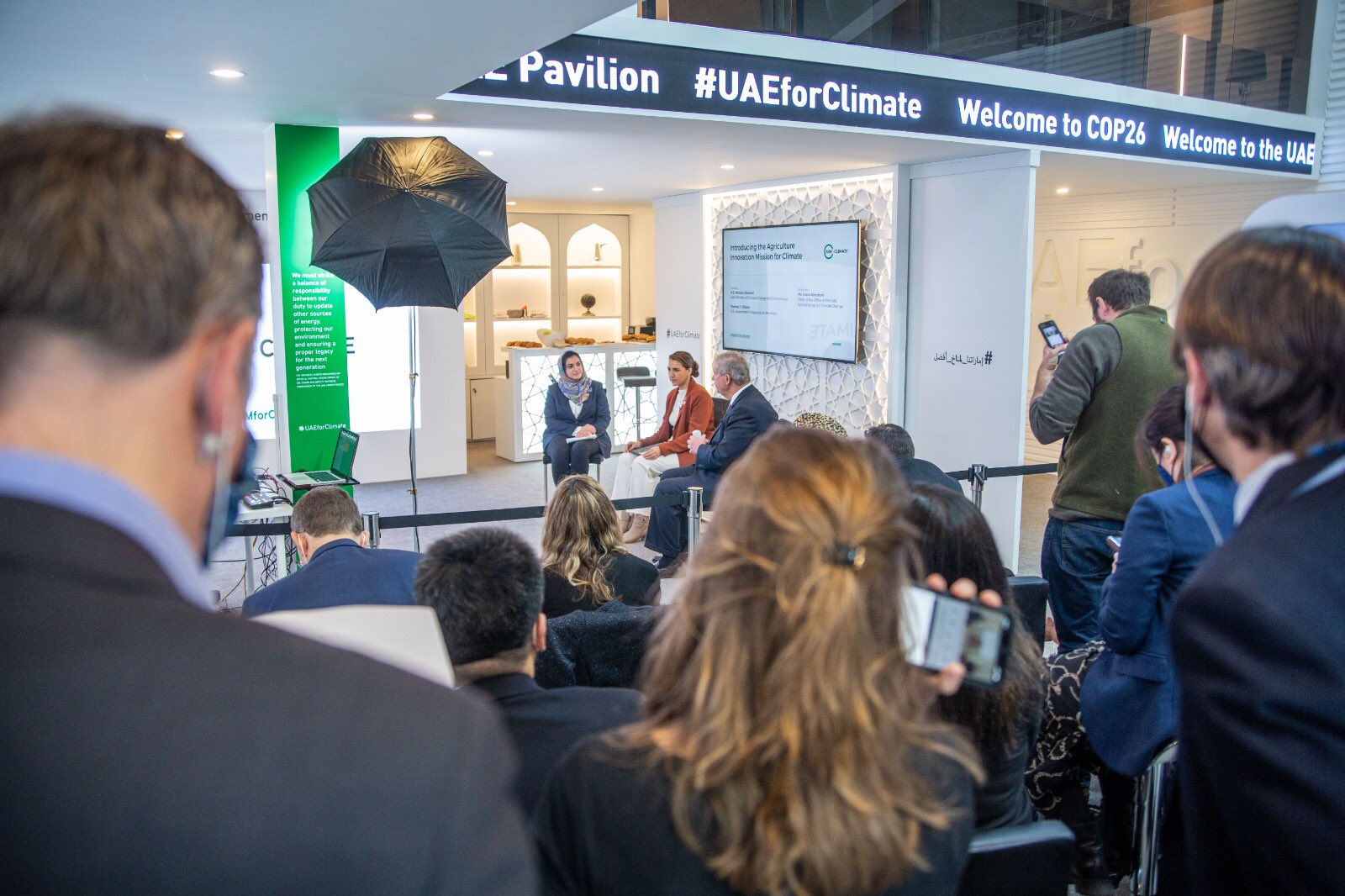
مناقشات الجوع وتغير المناخ في مؤتمر الأطراف السادس والعشرين.

دعمت دولة الإمارات العربية المتحدة أهداف التنمية المستدامة منذ قمة الأمم المتحدة للتنمية المستدامة لعام 2015. واعتبارًا من عام 2020، بدأت اتفاقية باريس في الإشراف على التزامات الإمارات العربية المتحدة والإجراءات المناخية التي اتخذتها كجزء من الالتزام الدولي المتزايد بخفض آثار تغير المناخ وانبعاثات غازات الاحتباس الحراري. مبادرة محمد بن زايد للمياه هي مبادرة تُعنى بقضية ندرة المياه لدى سكان العالم. وقد دعت دولة الإمارات العربية المتحدة إلى تعاون دولي لتحسين إمكانية الوصول إلى المياه من خلال مبادرة محمد بن زايد للمياه. تدعم هذه المبادرة جهود تحلية المياه لزيادة إمكانية الوصول إلى المياه، وتوفيرها بأسعار معقولة، وضمان موثوقيتها، مع ضمان استدامتها.